# کیک موز

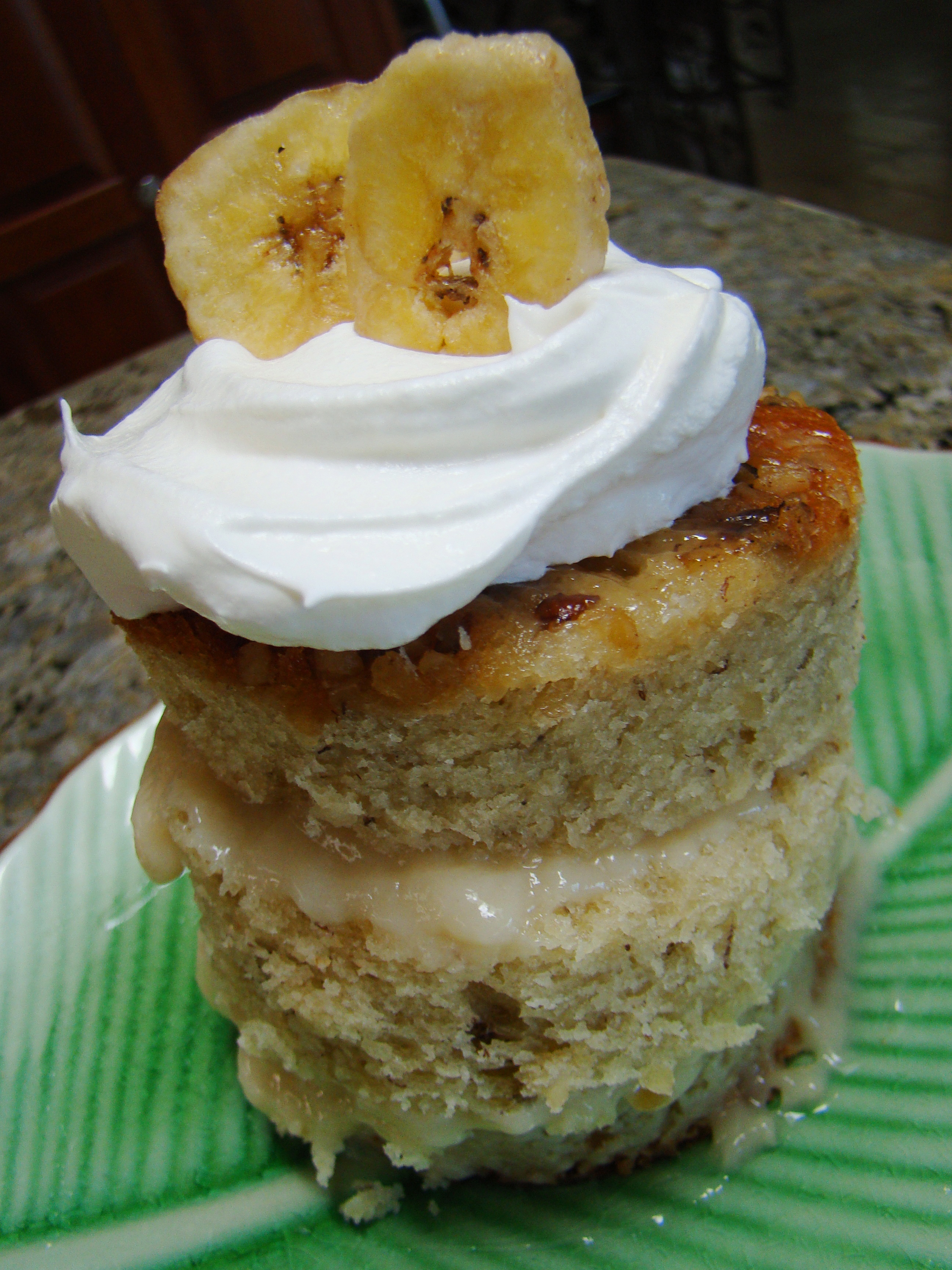
یک کاپ کیک موزی

کیک موز نوعی کیک است که با استفاده از موز به عنوان ماده اصلی و مواد تشکیل دهنده کیک‌های معمولی مانند آرد، شکر، تخم مرغ آماده می‌شود. این کیک به روش‌های مختلفی از جمله کیک لایه‌ای، مافین و کاپ‌کیک درست می‌شود. کیک موز بخارپز در آشپزی چینی، مالزیایی، اندونزیایی و ویتنامی زیاد دیده می‌شود. در فیلیپین، اصطلاح «کیک موز» به کیک موزی اشاره دارد که در دوره استعمار آمریکا در فیلیپین معرفی شد.

## آماده‌سازی
کیک موز با استفاده از موز به عنوان ماده اصلی و مواد تشکیل دهنده کیک معمولی مانند آرد، شکر، تخم مرغ، کره، مارگارین یا روغن و جوش شیرین درست می‌شود.
موزها را با استفاده از غذاساز یا همزن برقی له یا پوره می‌کنند و با خمیر کیک مخلوط می‌کنند. همچنین می‌توان روی کیک را با موزهای ورقه شده تزیین کرد. از موزهای بیش از حد رسیده و قهوه ای هم برای درست کردن این کیک می‌توان استفاده کرد. از شکلات هم می‌توان استفاده کرد که همراه با موز، ترکیبی بسیار خوشمزه آماده می‌شود. از مغزهایی مانند گردو و ماکادمیا در خمیرابه و برای تزئین و رویه کیک استفاده می‌شود.

همچنین ممکن است در تهیه کیک از آیسینگ یا گلیز استفاده شود. کیک موز را می‌توان پخت یا به صورت کیک بخارپز تهیه کرد، که برای این کار می‌توان از دستگاه بخارپز استفاده کرد. کیک موز به دلیل وجود موز، بافت مرطوبی دارد و نسبت به سایر کیک‌ها مرطوب تر است. می‌توان آن را به صورت کیک لایه‌ای تهیه کرد یا از خمیر کیک برای تهیه مافین موز و کاپ کیک استفاده کرد. می‌توان آن را به عنوان یک غذای گیاهی و به عنوان یک غذای کم چرب تهیه کرد. 

کیک موز
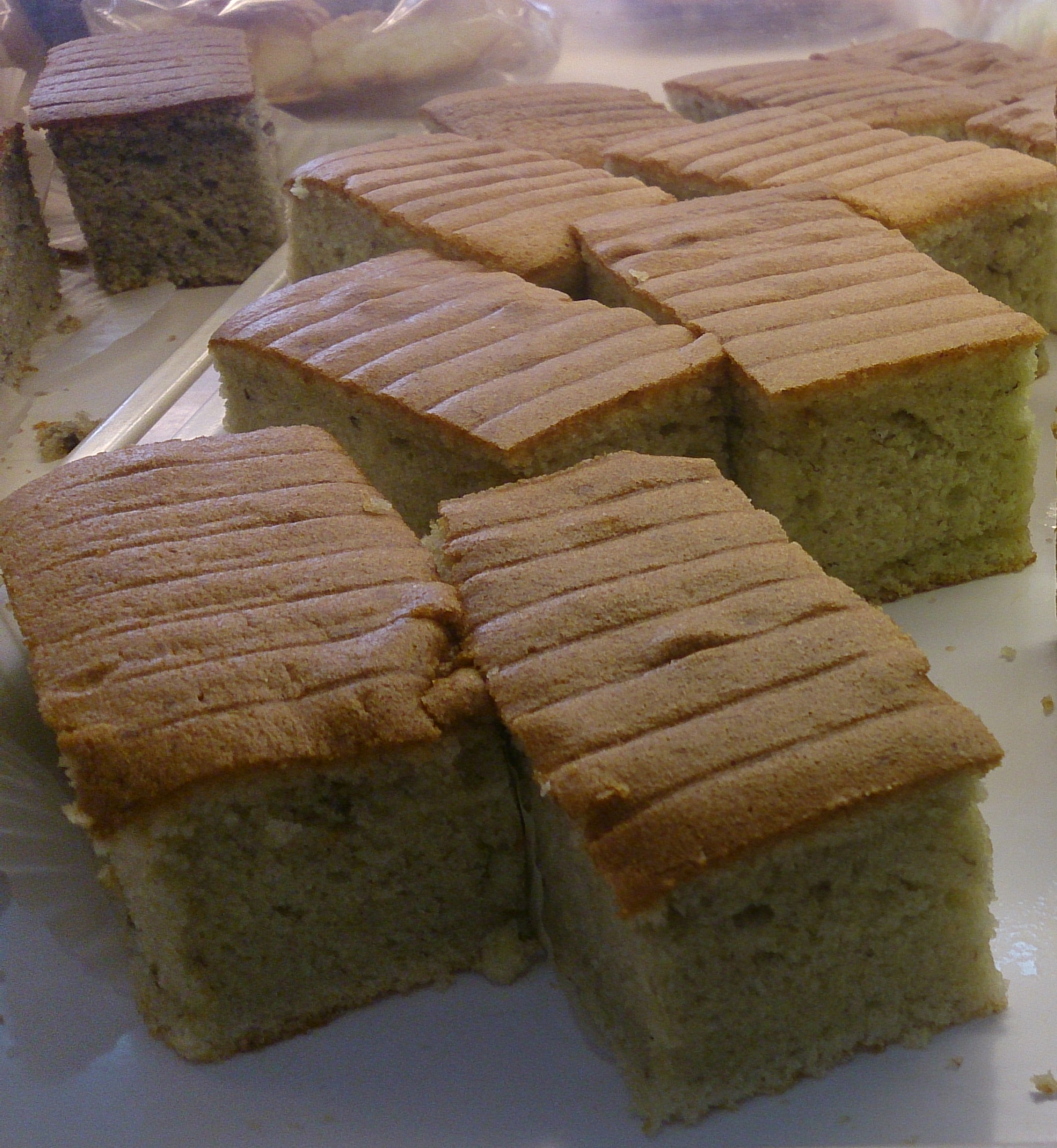
برش‌هایی از یک کیک موز
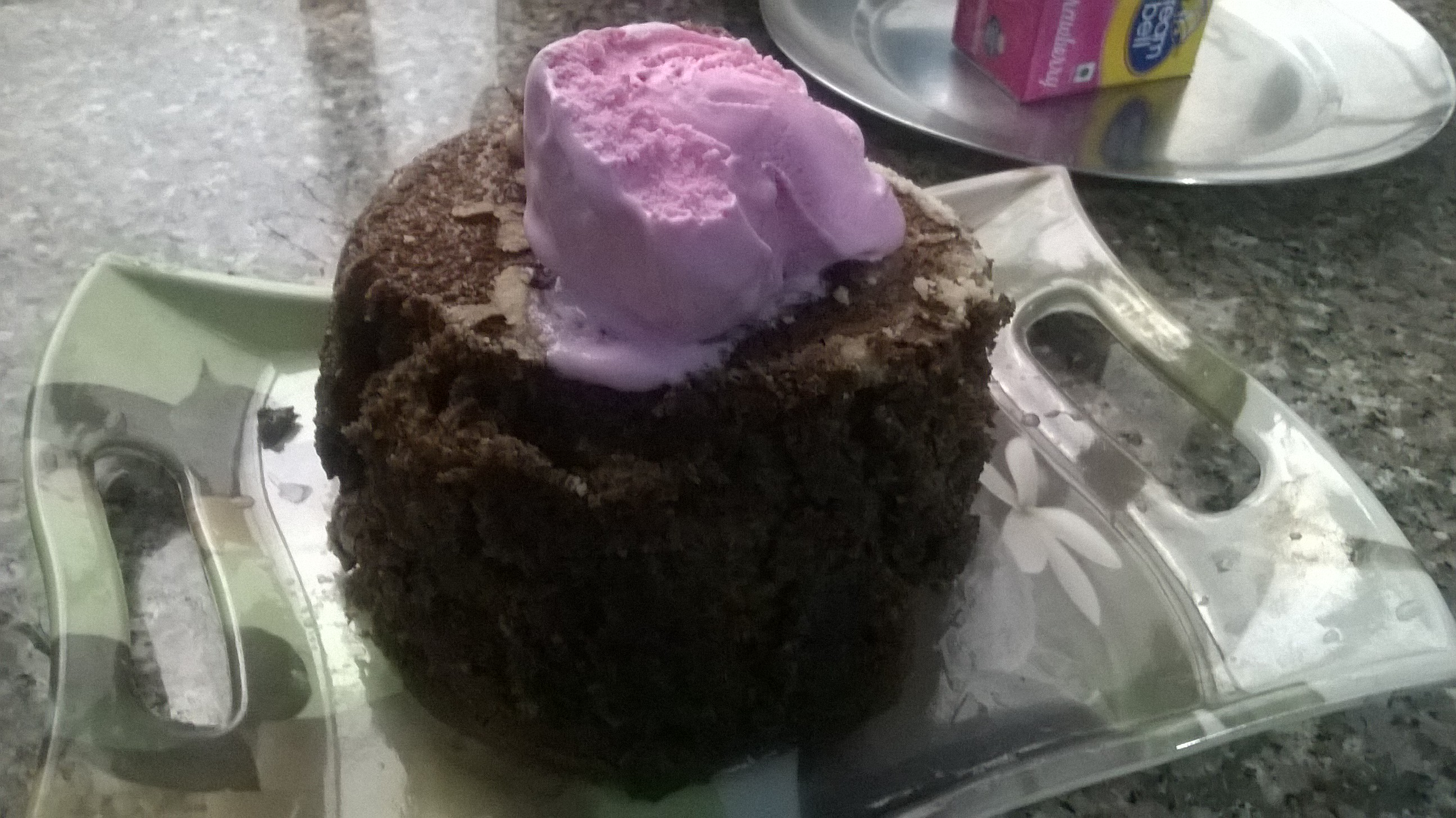
کیک موز و شکلات با تزیین بستنی توت فرنگی
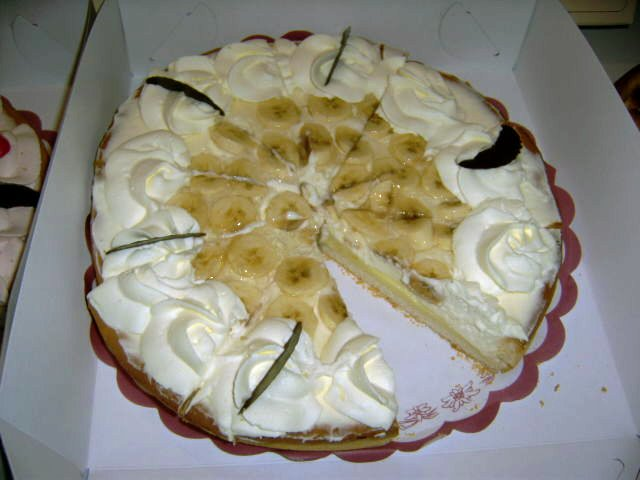
کیک موز تزیین شده با موز ورقه شده

## انواع

### در آشپزی چینی
در آشپزی چینی، کیک موز نوعی گائو است که به کیک‌های بخارپز و آردی اشاره دارد. گائوی چینی معمولاً همراه با غذا یا بین وعده‌های غذایی با چای سرو می‌شود و معمولاً به عنوان دسر سرو نمی‌شود.

### کوئه ناگاساری

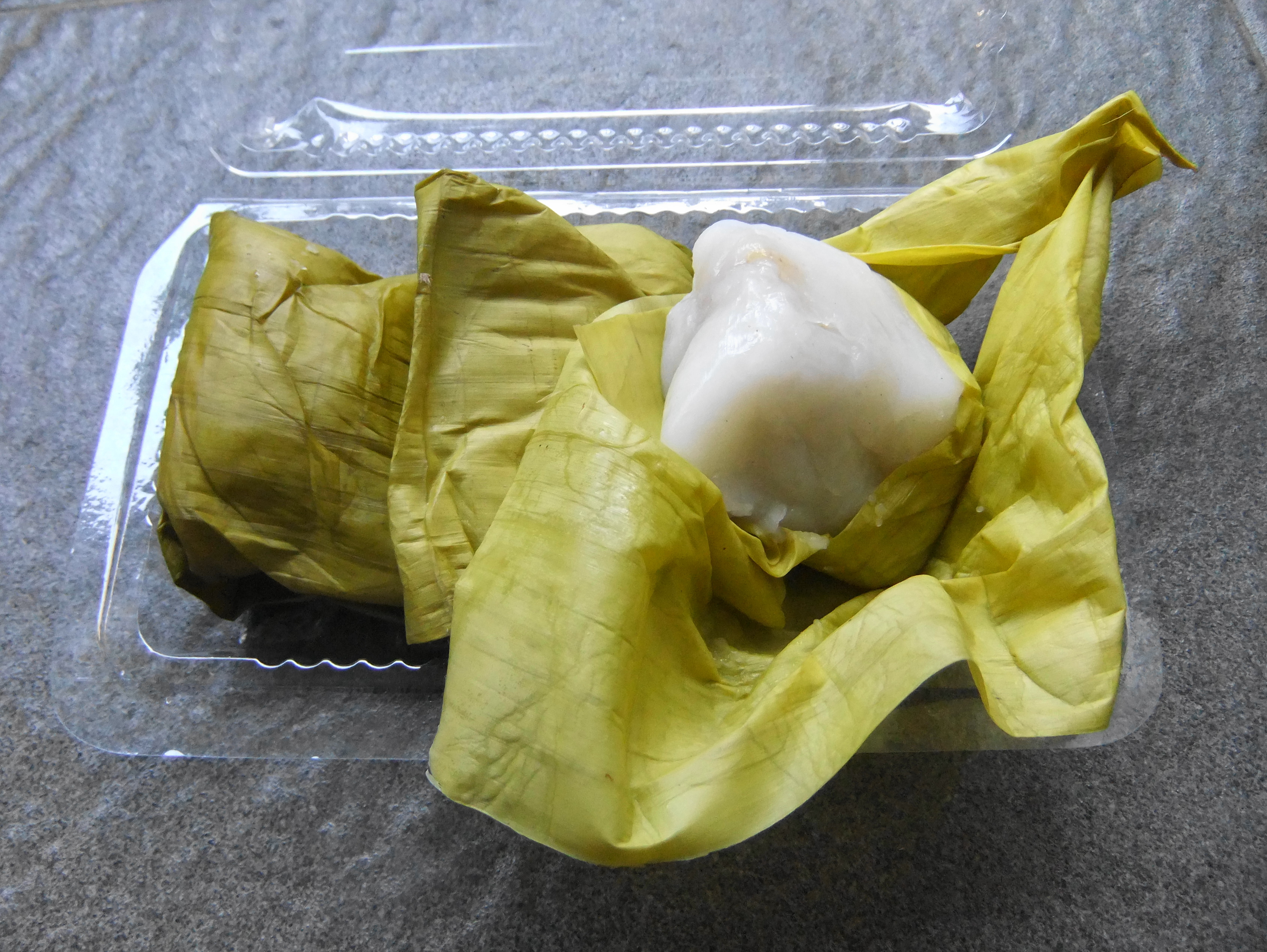
کوئه ناگاساری بدون بسته‌بندی

کوئه ناگاساری یک کیک موز بخارپز محبوب اندونزیایی است که می‌توان آن را با استفاده از موز، آرد ماش یا آرد برنج، شیر نارگیل و شکر تهیه کرد.

### بان چوئی
بان چوئی یک کیک موز ویتنامی یا پودینگ نان است. کیک معمولاً بخارپز می‌شود و پودینگ نان را می‌توان پخت.